# 보브린스키문둥이박쥐
보브린스키문둥이박쥐(Eptesicus bobrinskoi)는 애기박쥐과에 속하는 박쥐의 일종이다. 이란과 카자흐스탄, 투르크메니스탄 그리고 우즈베키스탄에서 발견할 수 있다.

## 특징
작은 박쥐로 몸통 길이가 46~61mm이고 전완장이 32~37mm이다. 꼬리 길이는 34~43mm, 귀 길이는 10~14mm이고 몸무게는 최대 10g이다. 털은 길고 양털처럼 부드럽다. 등 쪽은 누르스름하고 올리색을 띠지만 배 쪽은 희다. 주둥이는 거무스레하고 넓다.

## 생태
절벽의 바위틈과 유적지 사이에 무리를 지어 은신하고 수원지 근처에서 발견되기도 한다. 건물 안에서 번식을 하는 무리가 관찰되기도 한다. 먹이는 곤충이다.

## 분포 및 서식지
카스피해와 아랄해 북쪽 카자흐스탄 북서부 대부분의 지역에 널리 알려져 있다. 스텝 지대부터 사막 지대까지 건조한 환경에서 서식한다.